# Ricardo de la Cierva y de Hoces
Ricardo de la Cierva y de Hoces (Madrid, 9 de novembre de 1926 - Madrid, 19 de novembre de 2015) fou un polític, historiador i professor universitari espanyol, que fou breument ministre de Cultura i Benestar espanyol l'any 1980.

## Biografia
Nasqué el 9 de novembre de 1926 a la ciutat de Madrid, essent net del ministre Juan de la Cierva y Peñafiel, nebot de l'enginyer Juan de la Cierva y Codorníu i germà de Juan de la Cierva y Hoces. Estudià ciències químiques i filosofia i lletres a la Universitat de Madrid, especialitzant-se en l'edat moderna i contemporània d'Espanya. Interessat per la docència fou catedràtic d'aquestes matèries a la Universitat de Granada i catedràtic de geografia i d'història d'Espanya a la Universitat Complutense de Madrid.

## Activitat política
Nomenat cap del Gabinet d'Estudis sobre Història depenent del Ministeri d'Informació i Turisme durant el règim franquista, en les eleccions generals de 1977 fou escollit senador al Senat espanyol com a independent dins de les llistes de la Unió de Centre Democràtic (UCD) per la província de Múrcia. En les eleccions generals de 1979 fou escollit diputat al Congrés també per Múrcia en representació de la UCD, sent nomenat Ministre de Cultura i Benestar en una de les remodelacions del govern realitzades per Adolfo Suárez.

### Ideologia
Definit personalment com "un clar anticomunista, antimarxista i antimasó, i per descomptat perquè sóc catòlic, espanyol i tradicional en el sentit correcte del terme". "Jo sempre he defensat al General Franco, i el seu règim i els principis del 18 de juliol, però també era capaç de veure els errors que hi havia dintre i de dir-los-hi al mateix Franco".

## Activitat literària
Publicà nombrosos llibres de temàtica històrica. La seva tasca fou premiada amb els premis periodístics Víctor de la Serna concedit per l'Associació de la Premsa de Madrid i el premi Mariano de Cavia concedit pel diari ABC.
L'any 1988 fou finalista del Premi Planeta amb la seva obra El triángulo. Alumna de la libertad.

### Obra publicada (selecció)
- 1968: Bibliografía general sobre la guerra de España
- 1969: Historia de la Guerra Civil Española
- 1973: Francisco Franco, un siglo de España
- 1985: Misterios de la Historia
- 1988: El triángulo. Alumna de la libertad
- 1989: 1939, agonía y victoria (El protocolo 277) Premi Espejo de España
- 1994: Carrillo miente
- 1997: Historia total de España
- 1999: Los signos del anticristo
- 1999: Vida y amores de Isabel II
- 1999: La palabra perdida: Constituciones y rituales de la masonería
- 2000: El 18 de Julio no fue un golpe militar fascista
- 2000: La otra vida de Alfonso XII
- 2000: La otra vida de Alfonso XIII
- 2002: Media Nación no se resigna a morir: Los documentos perdidos del Frente Popular
- 2003: Secretos de la historia
- 2003: Historia actualizada de la segunda república y la guerra de España 1931-1939
- 2004: Hijos de la Gloria y la Mentira (T.I): Los vascos entre España y la Antiespaña
- 2005: Hijos de la Gloria y la Mentira (T.II): Euskadi en el siglo XX
- 2005:Hijos de la Gloria y la Mentira (T.III): El Clerical- nacionalismo